# Gazelle FC
Gazelle Football Club w skrócie Gazelle FC – czadyjski klub piłkarski z siedzibą w mieście Ndżamena, grający w drugiej, a niegdyś w pierwszej lidze czadyjskiekj.

## Sukcesy
- I liga[1]:
  - mistrzostwo (4): 2009, 2012, 2015, 2016.

- Puchar Czadu[2]:
  - zwycięstwo (5): 1973, 1974, 1997, 2000, 2001.

## Występy w afrykańskich pucharach
| Sezon | Rozgrywki                 | Runda   | Kraj                          | Klub                     | Dom | Wyjazd | Dwumecz |
| ----- | ------------------------- | ------- | ----------------------------- | ------------------------ | --- | ------ | ------- |
| 1993  | Puchar Zdobywców Pucharów | wstępna | Gwinea Równikowa              | CD Elá Nguema            | 1–1 | 1–2    | 2–3     |
| 1998  | Puchar Zdobywców Pucharów | wstępna | Benin                         | AS Dragons FC de l’Ouémé | 2–2 | 1–4    | 3–6     |
| 2001  | Puchar Zdobywców Pucharów | wstępna | Republika Zielonego Przylądka | Sporting Praia           | 5–2 | –      | 5–2     |
| 2001  | Puchar Zdobywców Pucharów | 1       | Demokratyczna Republika Konga | AS Saint-Luc             | 0–1 | 2–2    | 2–3     |
| 2002  | Puchar Zdobywców Pucharów | wstępna | Niger                         | Akokana FC               | 3–1 | 0–0    | 3–1     |
| 2002  | Puchar Zdobywców Pucharów | 1       | Algieria                      | USM Algier               | 0–0 | 1–6    | 1–6     |
| 2005  | Puchar Konfederacji       | wstępna | Gabon                         | FC 105 Libreville        | 3–1 | 0–2    | 3–3     |
| 2010  | Liga Mistrzów             | wstępna | Nigeria                       | Bayelsa United FC        | 1–0 | 2–2    | 3–2     |
| 2010  | Liga Mistrzów             | 1       | Sudan                         | Al-Merreikh Omdurman     | 1–1 | 1–2    | 2–3     |
| 2013  | Liga Mistrzów             | wstępna | Egipt                         | Zamalek SC               | 0–0 | 0–7    | 0–7     |

## Stadion
Domowe mecze klub rozgrywa na stadionie o nazwie Stade Omnisports Idriss Mahamat Ouya w Ndżamenie, który może pomieścić 30000 widzów.